# Liste der Kulturdenkmäler in Hamburg-Marienthal
Die Liste der Kulturdenkmäler in Hamburg-Marienthal enthält die in der Denkmalliste ausgewiesenen Denkmäler auf dem Gebiet des Stadtteils Marienthal der Freien und Hansestadt Hamburg.
Basis ist der Datensatz Denkmalliste Hamburg auf dem Transparenzportal Hamburg. Dieser enthält alle Objekte, die rechtskräftig nach dem Hamburger Denkmalschutzgesetz vom 5. April 2013 unter Denkmalschutz stehen (§ 6 Abs. 1 DSchG HA) oder zumindest zeitweise standen. Die Denkmalliste steht auch als PDF-Dokument zur Verfügung. Alle Denkmäler in Marienthal, die schon nach dem Denkmalschutzgesetz vom 3. Dezember 1973, zuletzt geändert am 27. November 2007, unter Denkmalschutz standen, sind auch auf der Liste der Kulturdenkmäler im Hamburger Bezirk Wandsbek zu finden.

## Legende
- ID: Gibt die vom Denkmalschutzamt Hamburg vergebene Objekt-ID (Identifikationsnummer) des Kulturdenkmals an, (in Klammern gegebenenfalls die Denkmalnummer nach altem Denkmalschutzgesetz).
- Adresse: Nennt den Straßennamen und, wenn vorhanden, die Hausnummer des Kulturdenkmals. Die Grundsortierung der Liste erfolgt nach dieser Adresse.
- Art: Zeigt an, ob es ein Objekt („O“) oder ein Ensemble („E“) ist.
- Datierung: Gibt die Datierung an; das Jahr der Fertigstellung bzw. den Zeitraum der Errichtung.
- Ensemble: Gibt die Nummer des Ensembles an, zu der das Objekt gehört, bzw. bei Ensembles die Nummer des Ensembles selbst.

Hinweis: Die Grundsortierung der Liste erfolgt nach der Adresse und ist alternativ nach ID, Art (Objekt oder Ensemble), Typ, Datierung, Entwurf oder Kurzbeschreibung sortierbar.

| ID           | Adresse | Art | Typ                                     | Kurzbeschreibung | Datierung                                 | Entwurf                                         | Ensemble | Bild           |
| ------------ | --- | --- | --------------------------------------- | --- | ----------------------------------------- | ----------------------------------------------- | -------- | -------------- |
| 24687        | Alphonsstraße 14 (Lage) | O   | Krankenhaus, Kinderkrankenhaus          | AK Wandsbek | 1930–1931                                 | Stadtbauamt Wandsbek                            |          |                |
| 24685 (432)  | Am Alten Posthaus 1, Robert-Schuman-Brücke 2, Schloßstraße 60 (Lage)                                                                      | O   | Bauskulptur, Attika                     | Attika des ehemaligen Wandsbeker Schlosses                                                                            | 18. Jh., 2. Hälfte                        |                                                 |          |                |
| 31007        | Am Husarendenkmal 18, südöstlich von Nr. 18, Husarenhof 9, 9a, 9b, 9c, 9d, 9e, 9f, 9g, 9h, 9i, 9j, 9k, 9l, Rennbahnstraße 131, 133 (Lage) | E   |                                         | Husarenkaserne Marienthal Am Husarendenkmal / Husarenhof / Rennbahnstraße                                             |                                           |                                                 | 31007    | BW             |
| 26549 (1319) | Am Husarendenkmal 18 (Lage) | O   | Stabsgebäude                            | | 1913/14 ?                                 |                                                 | 31007    |                |
| 24683 (1319) | Am Husarendenkmal südöstlich von Nr. 18 (Lage)                                                                                            | O   | Reithalle                               | Reithalle der ehem. Kaserne der Husaren in Wandsbek                                                                   | 1913/1914                                 |                                                 | 31007    |                |
| 31009        | Am Husarendenkmal in der Grünanlage (Lage)                                                                                                | E   |                                         | Am Husarendenkmal |                                           |                                                 | 31009    | BW             |
| 24698        | Am Husarendenkmal in der Grünanlage (Lage)                                                                                                | O   | Kriegerdenkmal (Kriegerdenkmal 1914/18) | | 1923                                      | E. Ulmer (Entwurf)                              | 31009    | weitere Bilder |
| 24699        | Am Husarendenkmal in der Grünanlage (Lage)                                                                                                | O   | Kriegerdenkmal (Kriegerdenkmal 1914/18) | | 1938                                      | Jaenicken, J. (Entwurf); Noack, H. (Ausführung) | 31009    | weitere Bilder |
| 24681        | Bahngärten 28 (Lage) | O   | Bahnhofsgebäude (S-Bahn)                | Bahnhof Wandsbek | 1864                                      |                                                 |          |                |
| 24696        | Bahngärten 30 (Lage) | O   | Bahnhofsgebäude (S-Bahn)                | Bahnhof Wandsbek | 1864                                      |                                                 |          |                |
| 29650        | Bornkamp 5 (Lage) | O   | Wohnhaus                                | Bornkamp 5, Haus und Einfriedung                                                                                      | 1925/1930                                 |                                                 |          | BW             |
| 24679        | Claudiusstraße 121 (Lage) | O   | Wohnhaus                                | | 1925/1930                                 |                                                 |          |                |
| 29648        | Ernst-Albers-Straße 26 (Lage) | O   | Wohnhaus; Einfriedung                   | Ernst-Albers-Straße 26, Villa und Zaun                                                                                | 1912, um                                  | Both, J.                                        |          | BW             |
| 29649 (1441) | Gustav-Adolf-Straße 120 (Lage) | O   | Bahnhofsgebäude (Güterbahn); u. a.      | Gustav-Adolf-Straße 120, Güterbahnhofsgelände mit Kopfbau, Lagerhalle, Rampen und Pflasterung (teilweise)             | 1912–1915                                 |                                                 |          |                |
| 24677        | Hammer Straße 32 (Lage) | O   | Skulpturen                              | | 1800, um (vermutl.)                       |                                                 |          | BW             |
| 24680 (431)  | Hammer Straße auf der Höhe von Nr. 59 (Lage)                                                                                              | O   | Grenzstein                              | | 18. Jh.                                   |                                                 |          | weitere Bilder |
| 23332 (431)  | Hammer Straße auf der Höhe von Nr. 59, auf dem Mittelgrünstreifen der Hammer Straße (Lage)                                                | O   | Grenzstein (vermutl.)                   | Grenzstein W216C | 18. Jh./erstes Viertel 19. Jh. (vermutl.) |                                                 |          | BW             |
| 31010        | Hammer Straße südlich gegenüber von Nr. 59                                                                                                | E   |                                         | Rundpfeiler Hammer Straße                                                                                             |                                           |                                                 | 31010    | weitere Bilder |
| 23336 (431)  | Hammer Straße südlich gegenüber von Nr. 59 (Lage)                                                                                         | O   | Einfahrtspfosten (vermutl.)             | | 1803                                      |                                                 | 31010    | weitere Bilder |
| 27482 (431)  | Hammer Straße südlich gegenüber von Nr. 59 (Lage)                                                                                         | O   | Einfahrtspfosten (vermutl.)             | | 1804                                      |                                                 | 31010    | weitere Bilder |
| 29651 (431)  | Hammer Straße südlich gegenüber von Nr. 59 (Lage)                                                                                         | O   | Steinbänke                              | Hammer Straße o.Nr., südlich gegenüber von Haus Nr. 59, zwei Steinbänke                                               | 18. Jh. (vermutl.)                        |                                                 |          | weitere Bilder |
| 26550 (1319) | Husarenhof 9 (Lage) | O   | Pferdeställe                            | | 1887                                      |                                                 | 31007    | BW             |
| 26716 (1319) | Husarenhof 9 (Lage) | O   | Pferdeställe                            | | 1887                                      |                                                 | 31007    | BW             |
| 26717 (1319) | Husarenhof 9a (Lage) | O   | Pferdeställe                            | | 1887                                      |                                                 | 31007    | BW             |
| 23086 (1319) | Husarenhof 9b (Lage) | O   | Pferdeställe                            | | 1887                                      |                                                 | 31007    | BW             |
| 23087 (1319) | Husarenhof 9c (Lage) | O   | Pferdeställe                            | | 1887                                      |                                                 | 31007    | BW             |
| 23088 (1319) | Husarenhof 9d (Lage) | O   | Pferdeställe                            | | 1887                                      |                                                 | 31007    | BW             |
| 23089 (1319) | Husarenhof 9e (Lage) | O   | Pferdeställe                            | | 1887                                      |                                                 | 31007    | BW             |
| 23090 (1319) | Husarenhof 9f (Lage) | O   | Pferdeställe                            | | 1887                                      |                                                 | 31007    | BW             |
| 23091 (1319) | Husarenhof 9g (Lage) | O   | Pferdeställe                            | | 1887                                      |                                                 | 31007    | BW             |
| 23092 (1319) | Husarenhof 9h (Lage) | O   | Pferdeställe                            | | 1887                                      |                                                 | 31007    | BW             |
| 23093 (1319) | Husarenhof 9i (Lage) | O   | Pferdeställe                            | | 1887                                      |                                                 | 31007    | BW             |
| 23094 (1319) | Husarenhof 9j (Lage) | O   | Pferdeställe                            | | 1887                                      |                                                 | 31007    | BW             |
| 23095 (1319) | Husarenhof 9k (Lage) | O   | Pferdeställe                            | | 1887                                      |                                                 | 31007    | BW             |
| 23098 (1319) | Husarenhof 9l (Lage) | O   | Pferdeställe                            | | 1887                                      |                                                 | 31007    | BW             |
| 24691        | Jüthornstraße 75 (Lage) | O   | Krankenhausgebäude                      | AK Wandsbek, Krankenhaushauptgebäude, ehem.                                                                           | 1928                                      | Stadtbauamt Wandsbek                            |          |                |
| 24686        | Jüthornstraße 84 (Lage) | O   | Wohnhaus                                | | 1890, um                                  |                                                 |          | BW             |
| 31008        | Kielmannseggstraße 30, 32, 34, Rauchstraße 63 (Lage)                                                                                      | E   |                                         | Siedlung Kielmannseggstraße / Rauchstraße                                                                             |                                           |                                                 | 31008    | BW             |
| 24693 (1055) | Kielmannseggstraße 30 (Lage) | O   | Siedlungsbau                            | | 1925, um                                  |                                                 | 31008    |                |
| 24694 (1055) | Kielmannseggstraße 32 (Lage) | O   | Siedlungsbau                            | | 1925, um                                  |                                                 | 31008    | BW             |
| 24695 (1055) | Kielmannseggstraße 34 (Lage) | O   | Siedlungsbau                            | | 1925, um                                  |                                                 | 31008    | BW             |
| 28680        | Luisenstraße Südende der Luisenstraße bei Nr. 19 (Lage)                                                                                   | O   | Grenzstein                              | Grenzstein W502 | 18. Jh. (vermutl.)                        |                                                 |          | BW             |
| 29647        | Nöpps 33 (Lage) | O   | Wohnhaus; u. a.                         | Nöpps 33, Wohnhaus mit Atelier, straßenseitige Einfriedung, Ateliererweiterung, überdachte Zuwegung, Terrasse, Lampen | 1955                                      | Sandtmann, Horst                                |          |                |
| 24689        | Oktaviostraße 18 (Lage) | O   | Wohnhaus                                | | 1880, um                                  |                                                 |          | BW             |
| 24688        | Oktaviostraße 24 (Lage) | O   | Wohnhaus                                | | 1944                                      | Klophaus, Rudolf                                |          | BW             |
| 24690 (1592) | Oktaviostraße 83 (Lage) | O   | Wohnhaus                                | | 1930, um                                  |                                                 |          |                |
| 14872 (304)  | Rantzaustraße o.Nr., Wandsbeker Gehölz (Lage)                                                                                             | O   | Denkmal, Gedenkstein                    | Matthias-Claudius-Stein                                                                                               | 1840                                      |                                                 |          |                |
| 24692 (1055) | Rauchstraße 63 (Lage) | O   | Siedlungsbau                            | | 1925, um                                  |                                                 | 31008    | BW             |
| 23096 (1319) | Rennbahnstraße 131 (Lage) | O   | Pferdeställe                            | | 1887                                      |                                                 | 31007    | BW             |
| 23097 (1319) | Rennbahnstraße 133 (Lage) | O   | Pferdeställe                            | | 1887                                      |                                                 | 31007    | BW             |
| 24678        | Schloßstraße 12 (Lage) | O   | Bürogebäude                             | | 1956–1958                                 | Rybi, Alex/Nicolai, Henrik                      |          | BW             |
| 24684        | Schloßstraße 100 (Lage) | O   | Wohnhaus                                | | 1890, um                                  |                                                 |          | BW             |
| 14248        | Zitzewitzstraße 53 (bei), 1,50m westlich der südl. Grundstücksgrenze von Nr. 53 (Lage)                                                    | O   | Grenzstein                              | Grenzstein W217AC | 19. Jh. (vermutl.)                        |                                                 |          |                |